# Jean-Claude Rogliano
Pour l’article homonyme, voir Rogliano.
Jean-Claude Rogliano est un écrivain régionaliste et réalisateur de films documentaires français né en 1942 à Bastia.
Il prend position pour dénoncer le racisme anti-corse[réf. nécessaire]. Il a écrit beaucoup de livres dont son plus grand roman Mal'Cunciliu.

## Œuvres
- Une danse immobile, à paraître aux éditions Jean-Claude Lattès
- 2011 : Les recettes corses de ma grand-mère : cuisine et traditions corses, Loir-et-Cher, Ed. CPE, Romorantin, 2011 (ISBN 978-2-84503-876-9 et 2-84503-876-3)
- 2009 : Les Mille et Une Nuits de Théodore de Neuhoff, roi de Corse, Paris, Jean-Claude Lattès, 2009, 439 p. (ISBN 978-2-7096-2767-2)
- 2002 : Justice en Corse, Paris, Éditions Stock, 2002, 159 p. (ISBN 2-234-05535-0)
- 1998 : Visa pour un miroir : roman, Monaco, Éditions du Rocher, 1998, 299 p. (ISBN 2-268-02942-5)
- 1980 : Le Berger des morts : Mal'Concilio, Artigues-près-Bordeaux, Belfond, 1980, 157 p. (ISBN 2-7144-1316-1)